# Ralph B. Peck
Ralph Brazelton Peck (23 de junio de 1912 – 18 de febrero de 2008) fue un eminente ingeniero civil estadounidense, el cual dedicó la totalidad de su carrera profesional a las investigaciones en mecánica de suelos e ingeniería geotécnica.
Es coautor, junto con Karl von Terzaghi del libro "Soil Mechanics in Engineering Practice" (Mecánicas de suelos en el ámbito de la ingeniería).
Asimismo, es coautor, junto con Walter E. Hanson y Thomas H. Thornburn del libro "Foundation Engineering" (Ingeniería de cimentaciones).
Durante toda su carrera, Peck sería autor de más de 200 publicaciones, además fue presidente de la Sociedad Internacional de Mecánica de Suelo e Ingeniería de Cimentaciones de 1969 a 1973. Recibiría muchas distinciones, tales como:
- 1944 La Medalla Norman de la Sociedad Americana de Ingenieros Civiles (ASCE)
- 1965 El Premio Wellington de la ASCE
- 1969 El Premio Karl Terzaghi
- 1975 La Medalla Nacional de Ciencia, dado por el presidente Gerald Ford
- 1988 La Medalla John Fritz

En 1999, la ASCE creó el Premio Ralph B. Peck Award para los que contribuyan en el desarrollo profesional de la ingeniería geotécnica, ya sea por publicaciones minuciosas, cuidadosamente investigadas de caso; o de prácticas recomendadas para metodologías de diseño basadas en evaluaciones de casos históricos.